# 860 a.C.

## Eventos
- Fim do reinado de Euriponte, rei de Esparta, reinou de 890 a.C. até 860 a.C., ano da sua morte; deu o nome à Dinastia Euripôntida.
- Inicio do reinado de Prítanis, rei de Esparta, reinou até 830 a.C. ano da sua morte.
- Pelos cálculos de Newton, por volta desta época reinou o faraó Mœris (Amenemés III), que construiu as duas pirâmides[1] (de Quéfrem e Miquerinos)

## Mortes
- Euriponte, rei de Esparta, reinou desde 890 a.C.